# Tunnels de La Bussière et de Chalosset
Pour les articles homonymes, voir La Bussière.
Les tunnels de La Bussière et Chalosset sont deux tunnels autoroutiers, distants de 1 200 mètres, traversés par l'autoroute A89, ouverts en janvier 2013.
Les tunnels sont situés à l'est du tunnel de Violay, dans le centre-est du département du Rhône, à quelques kilomètres du département de la Loire.
Le tunnel de Bussière et les entrées/sorties du tunnel de Chalosset sont situés sur le territoire de Saint-Marcel-l'Éclairé, la partie centrale de ce dernier passe sous la commune de Tarare.

## Le tunnel de La Bussière
Démarré en février 2010, le tunnel fut achevé en juillet 2012. Le tunnel de la Bussière est constitué de 2 tubes de 2 voies chacun d'une longueur de 1 050 mètres. Il est situé au nord de la commune de  Saint-Marcel-l'Éclairé, à la limite de celle de Tarare, à une altitude d'environ 500 m, traversant une colline haute de 620 mètres qui surplombe au sud-ouest la ville de Tarare. 

## Le tunnel de Chalosset
Démarré en avril 2010, le tunnel de Chalosset fut achevé en juillet 2012. Il est constitué de 2 tubes de 2 voies chacun d'une longueur de 750 mètres. Les deux entrées/sorties se situent au nord de la commune de  Saint-Marcel-l'Éclairé mais la majeure partie du tunnel est sous le territoire de la commune de Tarare (seule section de l'A89 passant dans cette commune). Il franchit, à environ 500 mètres d'altitude, le flanc nord d'une colline couverte par le bois de Chalosset et surplombant la ville de Tarare au sud-est. 
Le viaduc de Goutte Vignole se situe à 400 mètres à l'est de la sortie est du tunnel.
Localisation : 45° 53′ 06″ N, 4° 26′ 55″ E